# 모숀머저로바르구

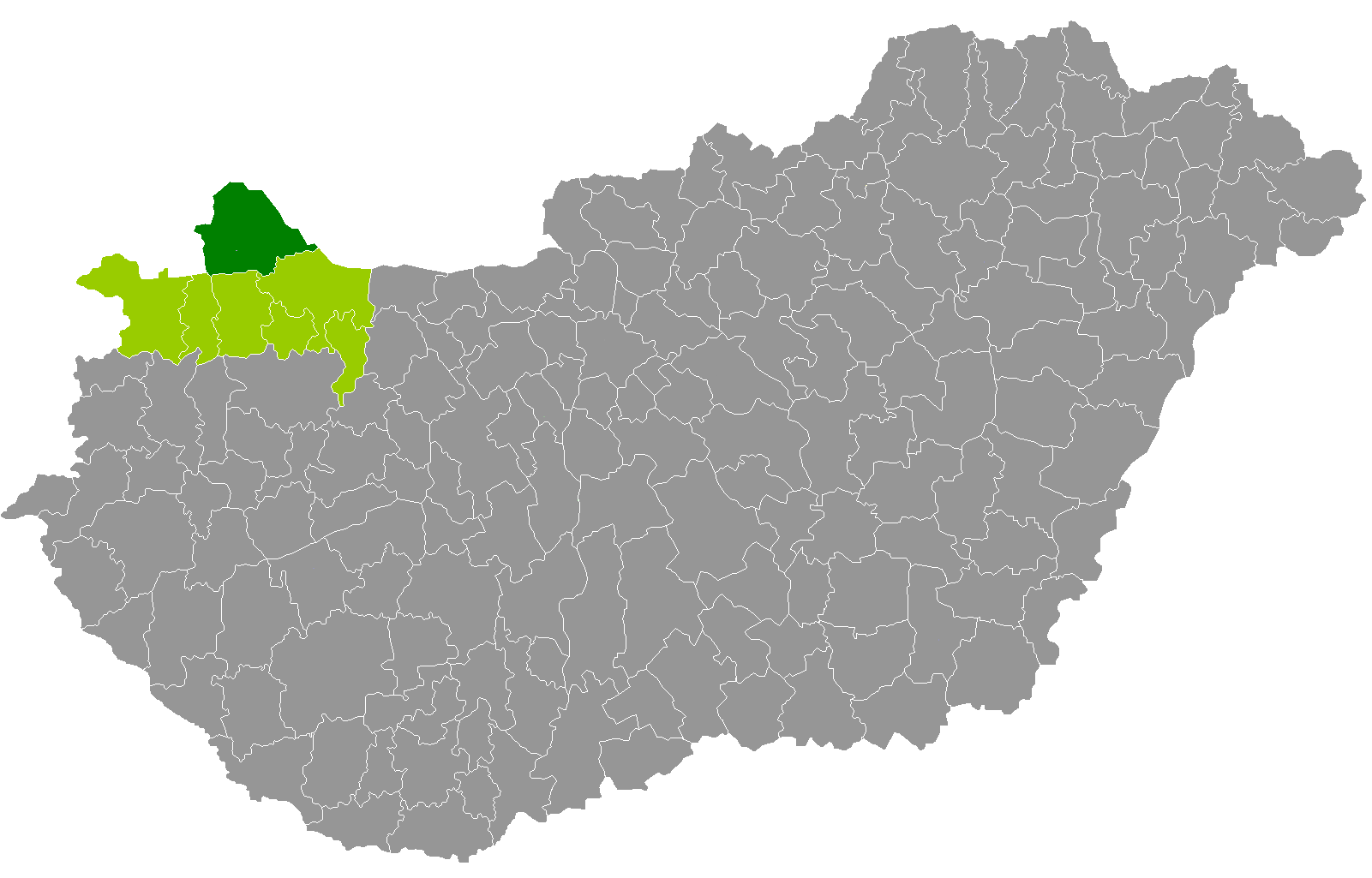
죄르모숀쇼프론주 지도에 표시된 모숀머저로바르구의 위치

모숀머저로바르구(헝가리어: Mosonmagyaróvári járás)는 헝가리 죄르모숀쇼프론주에 위치한 구로 구청 소재지는 모숀머저로바르이며 면적은 899.97km2, 인구는 72,609명(2011년 기준), 인구 밀도는 81명/km2이다.
남쪽으로는 죄르구, 초르너구, 남서쪽으로는 커푸바르구와 접하며 서쪽으로는 오스트리아, 북동쪽으로는 슬로바키아와 국경을 접한다. 26개 지방 자치체(3개 시, 23개 마을)를 관할한다.

구 문장